# Едвард Фіцджеральд (поет)
Едвард Фіцджеральд (англ. Edward FitzGerald; 31 березня 1809 — 14 червня 1883) — англійський поет, відомий передусім своїми перекладами віршів (рубаї) Омара Хаяма (англ. Rubaiyat of Omar Khayyam).

## Життєпис
Едвард Фіцджеральд, уроджений Едвард Перселл, народився 1809 року в Бредфілд Хаузі приблизно за 3 км від Вудбріджа, Суффолк. І818 року його батько, Джон Перселл, перейняв ім'я та герб родини своєї дружини, Фіцджеральдів. Зміна імені відбулася незабаром після того, як мати Фіцджеральда успадкувала свій другий статок. Раніше вона отримала понад півмільйона фунтів від тітки, а в 1818 році помер її батько, який залишив їй набагато більше, ніж попередня сума. Фіцджеральди були однією з найбагатших сімей Англії. Пізніше Едвард Фіцджеральд казав, що всі його родичі були божевільними; ба більше, він сам був божевільним, але, принаймні він знав про це.
1816 року родина переїхала у Францію і жила як в Сен-Жермені, так і в Парижі, але 1818 року, після вищезгаданої смерті діда по материнській лінії, родина змушена була повернутися в Англію. 1821 року Едварда віддали до школи Бері-Сент-Едмендс. У 1826 році він вступив у Триніті коледж у Кембриджі, де познайомився з Вільямом Теккереєм і Вільямом Томпсоном. Хоча серед його знайомих було багато членів «кембриджських апостолів», серед яких сам Альфред Теннісон, сам Фіцджеральд не дістав запрошення вступити в цю престижну групу.
1830 року Фіцджеральд поїхав до Парижа, але в 1831 році жив на фермі, розташованій на місці битви під Несбі. Сімейний добробут дозволяв йому вести життя вченого сибарита. Він ніколи ніде не працював. Після переїзду в рідній Саффолк вів себе малопомітно, не залишаючи меж графства більш ніж на тиждень або два під час проживання в графстві. До 1835 року Фіцджеральд жив у Верстеді; потім поет оселився в Булджі, неподалік від Вудбріджа, де прожив до 1853 року.
У 1860 році він разом з родиною переселився у Фарлінгей Хол, де вони залишалися до переїзду в місто Вудбрідж в 1873 році; після цього і аж до своєї смерті Фіцджеральд жив неподалік від власного будинку, який мав назву Літл Грандж. Більшу частину цього часу Фіцджеральд присвячував квітам, музиці і літературі. Друзі, Теннісон і Теккерей, перевершили його на літературній ниві, і впродовж тривалого часу Фіцджеральд не виявляв бажання конкурувати з їхнім літературним успіхом.
1851 року він опублікував свою першу книгу, «Евфранор», платонічний діалог, породжений спогадами про щасливі дні в Кембриджі. За ним була публікація «Полоніуса» в 1852 році; книга являла собою зібрання «афоризмів і сучасних історій», частину яких склав він сам, а решту запозичив у менш відомих англійських класиків.
1850 року, в Елмсеті, Фіцджеральд почав вивчати іспанську поезію, а потім, в 1853 році, перську літературу в Оксфордському університеті з професором Едвардом Кавеллом.
4 листопада 1856 року одружився з Люсі, донькою квакерського поета Бернарда Бартона; в 1849 році він обіцяв Бернарду, який лежав на смертному одрі, що доглядатиме за нею, і шлюб був наслідком цієї обіцянки. Судячи з усього, шлюб був справжньою катастрофою, тому що вони розлучилися вже через кілька місяців, попри те, що знали один одного впродовж багатьох років, включаючи спільну роботу над книгою про діяльність її батька в 1849 році.

### Дивацтва й особисте життя
Про Фіцджеральда, як про людину, практично нічого не було відомо до 1889 року, коли В. Алдіс Райт, його близький друг і літературний виконавець, опублікував його «Листи та літературна спадщина» у трьох томах. Потім були «Листи Фанні Кімбл». Ці листи показали, що Фіцджеральд був дотепним, красномовним і милим. Бувши одним із найскромніших письменників, Фіцджеральд, втім, своєю екстраординарною індивідуальністю поступово впливав на всю англійську белетристику, що, зокрема, стало очевидним між 1890—1900 роками.
Емоційне життя Фіцджеральда було складне. Він був дуже близький з багатьма своїми друзями; серед них — Вільям Брауні, якому було шістнадцять років, коли він познайомився з Фіцджеральдом. Передчасна загибель Брауні через нещасний випадок з конем була великою трагедією для Едварда. Пізніше він також сильно зблизився з рибалкою Джозефом Флетчером, для якого купив риболовецького човна.
З роками Фіцджеральд все більше розчаровувався в християнстві і, зрештою, зовсім перестав відвідувати церкву. Це привернуло увагу місцевого пастора, який вирішив зробити йому візит. Розповідали, що Фіцджеральд поінформував пастора, що його рішення відійти від церкви було результатом довгих і важких роздумів. Коли пастор запротестував, Фіцджеральд вказав йому на двері і сказав: «Сер, Ви повинні розуміти, що людина в моєму віці багато думає про такі речі. Я думаю, що можу сказати, що я розмірковував про них так само багато, як і Ви. Немає необхідності в повторному візиті».

## Творчість

### Ранні літературні праці
1853 року Фіцджеральд випустив «Шість драм Кальдерона» у вільному перекладі. Потім почав вивчати сходознавство і в 1856 році анонімно опублікував версію «Саламана і Абсаля» Абдурахмана Джамі у мільтонівській віршованій формі. У березні 1857 року, в бібліотеці Азійського товариства (Калькутта) англійський санскритолог Кавелл виявив серію перських віршів Омара Хаяма і вислав їх Фітцджеральду. Саме тоді в його кореспонденції вперше з'являється ім'я, з яким його будуть так тісно асоціювати — «Хафіз та Омар Хаям звучать як справжній метал». 15 січня 1859 року анонімно опубліковано невелику брошуру «Рубайат Омара Хаяма». Спочатку, ні в суспільстві, ні в колі друзів Фіцджеральда поема не привернула уваги. Видавець дозволив покласти її на полицю з чотирьохпенсовими або навіть (як він згодом хвалився) з однопенсовими книгами.
Але, 1869 року її виявив Россетті, за ним були Свінберн і лорд Г'ютон. Поступово «Рубайат» завойовував популярність, але лише в 1868 році Фіцджеральд наважився випустити друге, суттєво перероблене видання. 1865 року він видав версію «Агамемнона» та дві інші п'єси Кальдерона. У 1880—1881 роках він у приватному порядку опублікував переклади двох трагедій Едіпа; його останньою публікацією були «Повісті» Дж. Крабба в 1882 році. Він залишив у рукописному вигляді версію «Ради птахів» Аттара. Цей останній переклад Фіцджеральд назвав «Погляд з висоти пташиного польоту на пташиний парламент», звівши перський оригінал (близько 4500 рядків) до полегшених 1500 рядків у англійському варіанті; цей переклад охарактеризували, як рідкісний шедевр.
Від 1861 року і надалі Фіцджеральд захопився морем. У червні 1863 року він купив яхту «Скандал», а в 1867 році став співвласником невеликого вітрильника для вилову оселедця «Моє і твоє» («Meum and Tuum»). Кілька років, до 1871 року, він проводив літо, «мандруючи десь за межами Ловестофта». Так, серед книжок та квітів, він постарів.
Він помер 1883 року уві сні й був похований в Булджі. За його словами, він був «неробою, чия дружба була більш схожа на любов». У 1885 році його популярність зросла завдяки тому, що Теннісон присвятив його пам'яті свою книгу «Тіресій та інші вірші», які в чомусь нагадують вірші «Старого Фітца».

### «Рубайат Омара Хаяма»
Розрізнені чотиривірші, авторами яких, очевидно, є різні автори різних часів, але які здавна приписують вченому Омарові Хаямові, під назвою Рубаї Омара Хаяма (англ. Rubaiyat of Omar Khayyam, перс. رباعیات عمر خیام) Фіцджеральд поєднав у свого роду поему, що має бездоганну формальну і тематичну логіку, і яка починається на світанку і закінчується на заході.
Починаючи з 1859 року Фіцджеральд санкціював чотири видання і було ще п'яте видання після його смерті, з яких три (перше, друге і п'яте) значно різняться; друге і третє майже ідентичні, як і четверте і п'яте. Перше і п'яте видання передрукували майже в рівній кількості і рівною мірою, їх часто включають в антологію.
|  | A Book of Verses underneath the Bough, A Jug of Wine, a Loaf of Bread—and Thou Beside me singing in the Wilderness— Oh, Wilderness were Paradise enow! |

Вірш XI з п'ятого видання, наведений вище, відрізняється від відповідного вірша в першому виданні, який має такий вигляд: «Here with a Loaf of Bread beneath the bough/A Flask of Wine, a Book of Verse—and Thou». Є й інші розбіжності. Вірш LXIX більш відомий в тому вигляді, в якому представлений у першому виданні:
|  | 'Tis all a Chequer-board of Nights and Days Where Destiny with Men for Pieces plays: Hither and thither moves, and mates, and slays, And one by one back in the Closet lays. |

П'яте видання менш формальне: «But helpless Pieces of the Game He plays/Upon this Chequer-board of Nights and Days».
Фіцджеральдівський переклад «Рубаї» примітний тим, що в ньому часті і повсюдні алюзії до англомовної класики (Шекспір, Чосер, «Книга загальних молитов»). Усвідомлюючи гомоеротичний аспект давньої поезії, Фіцджеральд жодного разу не згадує у своїй книзі про жінок.
На початку XX століття поема Фіцджеральда випередила за популярністю інші твори вікторіанської поезії. Лише на зорі модернізму публіка усвідомила, наскільки він розширив рамки дозволеного в англійській поезії. Зменшення читацького інтересу до цього твору спостерігалося в другій половині століття.
Про популярність «Рубайат» можна судити з того, що зі 107 віршів з п'ятого видання книги «Оксфордський словник цитат» (2-ге вид.) наводить 43 вірші повністю і, додатково, багато окремих рядків і куплетів. Вірш LI, також добре відомий, говорить:
|  | The Moving Finger writes; and, having writ, Moves on; nor all your Piety nor Wit Shall lure it back to cancel half a Line, Nor all your Tears wash out a Word of it. |

Рядки і фрази з поеми використовувалися в назвах багатьох літературних творів, серед яких: «Шахова дошка» Невіла Шюта, «Весняні пожежі» Джеймса Міченера і «вказівний перст» Агати Крісті; «О, молодість!» Юджина О'Нілла натякає на «Рубаї» без прямого цитування. Алюзії часті і в коротких оповіданнях О. Генрі; псевдонім Гектора Г'ю Манро Сакі також відсилає до цього твору. Популярна в 1925 році пісня «Чашка кави, бутерброд і ти» Біллі Роуза і Ела Дубіна посилається на перший з процитованих вище віршів.

#### Пародії на «Рубайат»
Переклади рубаї Хаяма у виконанні Фіцджеральда були популярні упродовж століття і гумористи їх пародіювали.
- «Рубаї Охоу Дріям» Дж. Л. Даффа використовує оригінал з метою створення сатири на сухий закон.
- «Рубаї перського кошеняти» Олівера Херфорда, опублікована 1904 року, ілюструє історію кошеняти, пародіюючи оригінальні вірші.
- Твір Геллетта Бургесса (1866—1951) «Рубаї Омара Кайєнна» був засудженням письменницького та видавничого бізнесу.
- «Рубаї Омара Хаяма-молодшого» Воллеса Ірвіна ніби то є перекладом з «манго-борнезського»; книга оповідає про пригоди сина Омара Хаяма, Омара-молодшого, що про нього не згадано в оригіналі, який емігрував з Персії на Борнео.